# Josep Cortinas i Suñol
Josep Cortinas i Suñol (Badalona, 9 d'agost de 1908-30 de maig de 1995) va ser un fotògraf català, un dels més destacats de Badalona al segle xx.

## Biografia

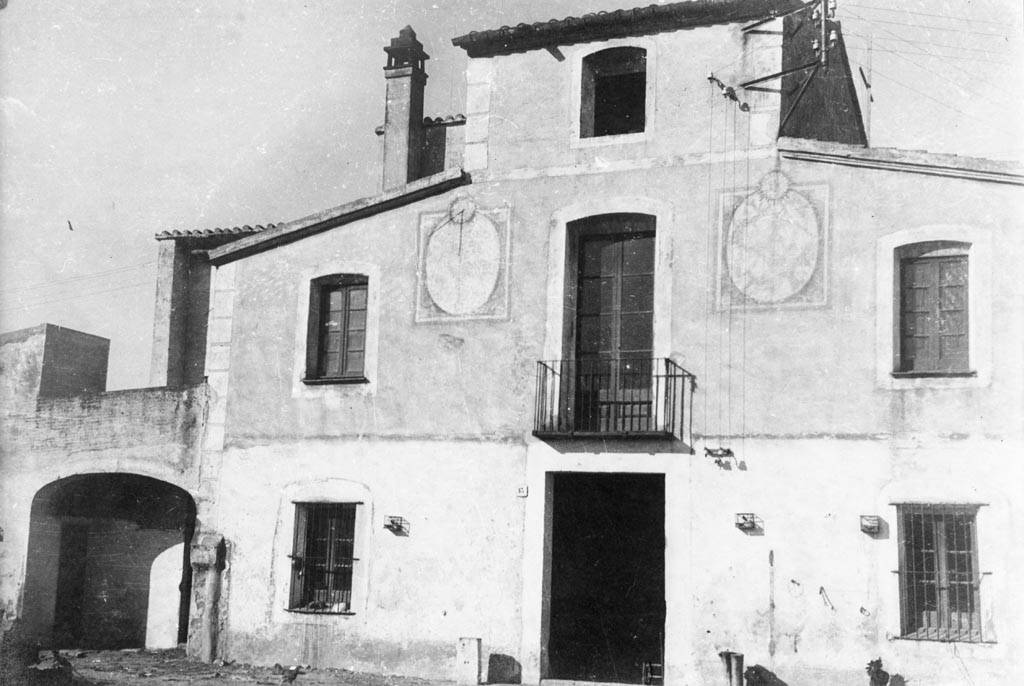
La masia de l'Hort Nou, al barri de Llefià de Badalona.

Era fill de pagesos residents al carrer de Sant Ramon de Badalona, però la família va canviar sovint de domicili, fins que es va instal·lar el 1918 a casa dels avis a la masia de l'Hort Nou, al barri de Llefià. El seu pare també canvià d'ofici i va convertir-se en el primer repartidor de Vichy Catalán a la ciutat de Badalona.
Cortinas va ser mecànic d'ofici, va començar a treballar a la fàbrica de Can Trias com a mecànic de motors, on va ser testimoni dels primers motors per a embarcacions de pesca. Treballant a la fàbrica va tenir contacte per primera vegada amb la fotografia: pels volts de 1925, els amos de la fàbrica van rebre en pagament una càmera i van convidar Cortinas a anar a Reixac, on va fer les seves primeres fotografies. Poc després va comprar la seva primera màquina a Maria Tapiol per 700 pessetes. Aquesta afició per la fotografia no la va abandonar mai, tot i que no s'hi dedicà professionalment.
Una altra afició que va tenir va ser el ciclisme, el 1929 va ser fundador de la Unió Ciclista Bètulo, i habitualment anava d'excursió en bicicleta i amb la càmera fotografiava allò que li interessava. Durant aquells anys també anava amb l'historiador Josep Maria Cuyàs a fer nombroses fotografies. El 1933 es va casar amb Maria Fontrodona i el mateix any va entrar a treballar a la corderia de Can Ribó, on va esdevenir un dels primers representants sindicals per la CNT, raó per la qual va ser despatxat en acabar la guerra civil.
Després d'uns anys, a partir de 19145 va treballar a la fàbrica de teixits de Cal Moro, com a encarregat dels motors, on va treballar fins a la jubilació. Tanmateix, va continuar fent fotografies arreu de Badalona, tant per encàrrec de Josep M. Cuyàs, que llavors començava el seu projecte d'Història de Badalona, entre d'altres.
Al llarg de la seva vida, va participar a nombrosos concursos i exposicions. També va ser un dels fundadors de la secció fotogràfica del Museu de Badalona el 1969. Gran coneixedor de les tècniques fotogràfiques, va exercir de mestre per a molts aficionats.

## Obra
L'obra de Cortinas és molt extensa, el seu arxiu privat va estar situat al carrer de Sant Pere, on habitualment rebia les persones interessades. A partir de 1981, va decidir anar donant al Museu de Badalona les seves fotografies, on actualment es conserven i poden consultar-se. El fons fotogràfic Cortinas va ser el primer que va entrar a formar part del museu i amb ell es va iniciar l'Arxiu d'Imatges. En total conté 11.000 positius en paper de mides diverses, 8.8000 diapositives i 2.300 fulls de negatius de 35 mm., és a dir, unes 83.000 imatges. Recull bona part de l'activitat de Badalona de bona part del segle xx.
Segons Ramon Sagués, l'obra de Cortinas reflecteix una Badalona diversa, moltes vegades irònica amb tocs de sarcasme, però sempre humana i interessada en les persones, els petits detalls del treball o de la ciutat i els seus voltants, amb la categoria de documents històrics. Cal destacar, que tot i que les temàtiques que recull són diverses, Cortinas sempre va tenir especial predilecció pel mar i els pescadors.

## Homenatges

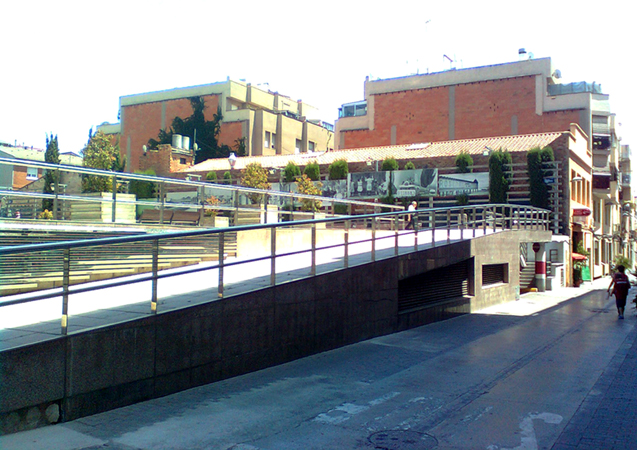
La plaça de Josep Cortinas

En vida fou homenatjat diverses vegades per la seva contribució cultural a la ciutat de Badalona. El 1979, la secció de fotografia del Museu de Badalona li va atorgar la medalla d'or de l'entitat. Poc després, el 1983 el museu va dedicar a Josep Cortinas i Carles Nyssen una exposició que mostrava les fotografies del primer i una pel·lícula del segon sobre la Badalona de 1928, reconeixent la donació de les seves produccions.
El 1991 l'Ajuntament de Badalona va lliurar-li una reproducció de la Venus de Badalona com a reconeixement a la seva tasca cultural i la seva generositat. El mateix any, el Museu va publicar el llibre Josep Cortinas i Badalona, que conté la seva biografia i el seguiment de la seva activitat com a fotògraf i una petita selecció de la seva obra.
Poc després de la seva mort, el 29 de setembre de 1998, l'Ajuntament de Badalona va aprovar posar el seu nom a una plaça del barri del Centre. El 2008, en aquest lloc el Museu de Badalona hi instal·là de forma permanent un mural en record del fotògraf, format per nou planxes d'acer amb fotografies de Cortinas datades entre les dècades de 1940 i 1970.